# چیندوگو
چیندوگو (به ژاپنی: 珍道具 Chindōgu)، عمل ابداع ابزارکهای مبتکرانه روزمره است که به نظر راه حل‌های ایده‌آلی برای مشکلات خاص هستند، اما ممکن است بیشتر از آن که حل کنند، مشکلاتی را ایجاد کنند. این اصطلاح ریشه ژاپنی دارد. برای نمونه:
- زمین پاک‌کن بچه، لباسی که کودکان چند ماهه می‌پوشند، به طوری که هنگام خزیدن در اطراف، زمین تمیز می‌شود.

## ده اصل چیندوگو
انجمن چیندوگو ده اصل از چیندوگو را توسعه داد که اصول (معنی) را توضیح می‌دهد که محصول‌های چیندوگو باید بر اساس آنها باشد و طراحان و کاربران را به فکر کردن در مورد هسته عمیق طراحی به‌طور کلی تشویق می‌کند. اصول مستلزم یک چیندوگو
- نمی‌تواند برای استفاده واقعی باشد،
- باید وجود داشته باشد،
- باید روحیه آنارشی داشته باشد،
- ابزاری برای زندگی روزمره است،
- یک کالای قابل معامله نیست،
- نباید صرفاً برای اهداف طنز ایجاد شده باشد: طنز صرفاً محصول جانبی آن است
- تبلیغاتی نیست،
- تابو نیست،
- قابل ثبت نیست و
- بدون تعصب است